# Marcello Falzerano
Marcello Falzerano (Pagani, 12 aprile 1991) è un calciatore italiano, centrocampista o ala del Monopoli.

## Biografia
Nato a Pagani, è cresciuto a Villa Adriana nella periferia tiburtina.

## Caratteristiche tecniche
Ala destra, molto duttile tatticamente, può essere impiegato in tutti i ruoli del centrocampo, risultando così un vero e proprio jolly. Bravo tecnicamente, dotato di rapidità e di una buona capacità di corsa; è in possesso inoltre di un buon tiro con entrambi i piedi, tuttavia si dimostra soprattutto un abile assist-man.

## Carriera
Dopo avere militato nella Edipro Roma e nel Savio, nel 2008 approda nel settore giovanile della Salernitana. Nel 2011, in seguito al fallimento dei granata, viene tesserato dal Chievo, che lo cede subito in compartecipazione all'Avellino. Nel gennaio del 2012 passa in prestito al Latina, mentre nella stagione successiva si trasferisce, sempre in compartecipazione, al Grosseto, restando però ai margini della rosa del club toscano. Rimasto svincolato, il 10 settembre 2013 firma un annuale con l'Ascoli; il 9 gennaio 2014, viste le difficoltà economiche dei marchigiani, viene ceduto al Gubbio.
Il 24 giugno successivo, si trasferisce alla Pistoiese, con cui disputa una buona stagione a livello individuale; il 31 luglio 2015 passa al Bassano, firmando un biennale con i veneti. Dopo essersi messo in mostra con i giallorossi, il 31 gennaio 2017 viene acquistato dal Venezia, legandosi alla società lagunare fino al giugno 2019.
Vinta la Coppa Italia di categoria e ottenuta la promozione in Serie B al termine del campionato, nella stagione successiva conduce il Venezia ai play-off con 4 reti e ben 10 assist, venendo nominato miglior centrocampista della Serie B.
Dopo aver collezionato 13 presenze con i veneti nel campionato di Serie B 2018-2019, il 10 gennaio 2019 viene ingaggiato dal Perugia, con cui firma un contratto fino al giugno 2022. Con i Grifoni in tre anni e mezzo mette insieme  123 presenze, 7 gol e 14 assist.
Il 26 luglio 2022 dopo nove anni torna all’Ascoli con cui firma un contratto annuale con opzione per un’altra stagione.
L'8 ottobre 2024 si trasferisce al Monopoli con cui firma un contratto fino al 30 giugno 2025.

## Statistiche

### Presenze e reti nei club
Statistiche aggiornate al 14 maggio 2025.
| Stagione             | Squadra         | Campionato      | Campionato | Campionato | Coppe nazionali | Coppe nazionali | Coppe nazionali | Coppe continentali | Coppe continentali | Coppe continentali | Altre coppe | Altre coppe | Altre coppe | Totale | Totale |
| Stagione             | Squadra         | Comp            | Pres       | Reti       | Comp            | Pres            | Reti            | Comp               | Pres               | Reti               | Comp        | Pres        | Reti        | Pres   | Reti   |
| -------------------- | --------------- | --------------- | ---------- | ---------- | --------------- | --------------- | --------------- | ------------------ | ------------------ | ------------------ | ----------- | ----------- | ----------- | ------ | ------ |
| 2010-2011            | Salernitana     | 1D              | 15         | 1          | CI+CI-LP        | 0+1             | 0               | -                  | -                  | -                  | -           | -           | -           | 16     | 1      |
| 2011-gen. 2012       | Avellino        | 1D              | 11         | 0          | CI+CI-LP        | 0+1             | 0               | -                  | -                  | -                  | -           | -           | -           | 12     | 0      |
| gen.-giu. 2012       | Latina          | 1D              | 10+2       | 0          | CI+CI-LP        | 0+1             | 0               | -                  | -                  | -                  | -           | -           | -           | 13     | 0      |
| 2012-2013            | Grosseto        | B               | 3          | 0          | CI              | 0               | 0               | -                  | -                  | -                  | -           | -           | -           | 3      | 0      |
| sett. 2013-gen. 2014 | Ascoli          | 1D              | 13         | 1          | CI+CI-LP        | 0+1             | 0+1             | -                  | -                  | -                  | -           | -           | -           | 14     | 2      |
| gen.-giu. 2014       | Gubbio          | 1D              | 13         | 4          | CI+CI-LP        | 0               | 0               | -                  | -                  | -                  | -           | -           | -           | 13     | 4      |
| 2014-2015            | Pistoiese       | LP              | 35         | 5          | CI-LP           | 2               | 0               | -                  | -                  | -                  | -           | -           | -           | 37     | 5      |
| 2015-2016            | Bassano         | LP              | 33+1       | 4          | CI+CI-LP        | 2+1             | 0+1             | -                  | -                  | -                  | -           | -           | -           | 37     | 5      |
| 2016-gen. 2017       | Bassano         | LP              | 19         | 0          | CI+CI-LP        | 3               | 0               | -                  | -                  | -                  | -           | -           | -           | 22     | 0      |
| Totale Bassano       | Totale Bassano  | Totale Bassano  | 52+1       | 4          |                 | 6               | 1               |                    | -                  | -                  |             | -           | -           | 59     | 5      |
| gen.-giu. 2017       | Venezia         | LP              | 12         | 1          | CI+CI-LP        | 0+4             | 0               | -                  | -                  | -                  | SLP         | 2           | 0           | 18     | 1      |
| 2017-2018            | Venezia         | B               | 39+3       | 4          | CI              | 1               | 0               | -                  | -                  | -                  | -           | -           | -           | 43     | 4      |
| 2018-gen. 2019       | Venezia         | B               | 13         | 0          | CI              | 1               | 0               | -                  | -                  | -                  | -           | -           | -           | 14     | 0      |
| Totale Venezia       | Totale Venezia  | Totale Venezia  | 64+3       | 5          |                 | 6               | 0               |                    | -                  | -                  |             | 2           | 0           | 75     | 5      |
| gen.-giu. 2019       | Perugia         | B               | 17+1       | 2          | CI              | 0               | 0               | -                  | -                  | -                  | -           | -           | -           | 18     | 2      |
| 2019-2020            | Perugia         | B               | 31+2       | 1          | CI              | 4               | 0               | -                  | -                  | -                  | -           | -           | -           | 37     | 1      |
| 2020-2021            | Perugia         | C               | 30         | 3          | CI              | 1               | 0               | -                  | -                  | -                  | SC          | 0           | 0           | 31     | 3      |
| 2021-2022            | Perugia         | B               | 35+1       | 1          | CI              | 2               | 0               | -                  | -                  | -                  | -           | -           | -           | 38     | 1      |
| Totale Perugia       | Totale Perugia  | Totale Perugia  | 113+4      | 7          |                 | 7               | 0               |                    | -                  | -                  |             | -           | -           | 124    | 7      |
| 2022-2023            | Ascoli          | B               | 22         | 0          | CI              | 2               | 1               | -                  | -                  | -                  | -           | -           | -           | 24     | 1      |
| 2023-2024            | Ascoli          | B               | 33         | 1          | CI              | 1               | 0               | -                  | -                  | -                  | -           | -           | -           | 34     | 1      |
| Totale Ascoli        | Totale Ascoli   | Totale Ascoli   | 68         | 2          |                 | 4               | 2               |                    | -                  | -                  |             | -           | -           | 72     | 4      |
| 2024-2025            | Monopoli        | C               | 25+2       | 0          | CI-C            | 0               | 0               | -                  | -                  | -                  | -           | -           | -           | 27     | 0      |
| Totale carriera      | Totale carriera | Totale carriera | 409+12     | 28         |                 | 58              | 3               |                    | -                  | -                  |             | 2           | 0           | 552    | 31     |

## Palmarès

### Club

#### Competizioni nazionali
- Lega Pro: 1

Venezia: 2016-2017 (girone B)
- Coppa Italia Lega Pro: 1

Venezia: 2016-2017
- Serie C: 1

Perugia: 2020-2021 (girone B)